# Thomomys bottae
Thomomys bottae — гофер, який походить із західної частини Північної Америки. Назва цього виду вшановує Поля-Еміля Ботту, натураліста й археолога, який збирав ссавців у Каліфорнії в 1827 і 1828 роках.

## Морфологічна характеристика
Це Thomomys середнього розміру, дорослі особини досягають довжини від 18 до 27 см, включаючи хвіст від 5 до 6 см. Самці більші, їх вага становить 160–250 г, у порівнянні з 120–200 г у самиць. Вважається, що самці продовжують рости протягом усього життя. Однак варіація розміру вказує на те, що деякі самці схильні бути більшими за інших, і найбільший самець може бути не найстаршим. Забарвлення дуже варіабельне, і його використовували, щоб допомогти розрізнити деякі з багатьох підвидів; воно також може змінюватися протягом року, коли тварини линяють. Також повідомлялося про особин-альбіносів і меланістів. 

## Розповсюдження
Thomomys bottae зустрічаються від Каліфорнії на схід до Техасу та від Юти та південного Колорадо на південь до Мексики. У цій географічній зоні вони населяють низку середовищ існування, включаючи ліси, чапаралі, чагарники та сільськогосподарські угіддя, обмежені лише скелястою місцевістю, безплідними пустелями та великими річками. Вони знаходяться на висоті щонайменше 4200 метрів. Останки скелетів, які датуються 31 000 роками, були ідентифіковані в Оклахомі.

## Екологія
Thomomys bottae суто травоїдний і харчується різними рослинними речовинами. Особливо важливі пагони і трави, які взимку доповнюються корінням, бульбами і цибулинами. Швидкість метаболізму, швидкість споживання та кількість засвоєної енергії для нерепродуктивних дорослих ховрашків є незмінними протягом зими, весни, літа та осені. Температура тіла дорослого ховраха Ботти становить 36 °C. Копання може бути надзвичайно енергоємним, вимагаючи від 360 до 3400 разів більше енергії, ніж рух по поверхні, залежно від щільності ґрунту. Через високу вартість риття тварина добре економить енергію, маючи низький рівень основного метаболізму та теплопровідність.
Основними хижаками цього виду є американські борсуки, койоти, довгохвості ласки та змії, але серед інших хижаків — скунси, сови, рисі та яструби. Цей вид вважається шкідником у міських і сільськогосподарських районах через його звичку копати нори та прихильність до люцерни; однак він також вважається корисним, оскільки його нори є ключовим джерелом аерації ґрунтів у регіоні. Копання, за оцінками, аерує ґрунт на глибину близько 20 см. За оцінками, популяції виду видобувають до 28 т ґрунту на гектар на рік, значна частина якого переміщується під землю, а не штовхається вгору в кургани. Вид також був пов’язаний із загибеллю осики в Аризоні та утворенням ділянок оголеної землі, які можуть обмежити укорінення нових саджанців.

## Розмноження
У місцях з достатньою кількістю їжі, таких як сільськогосподарські угіддя, розмноження може відбуватися цілий рік, причому щороку народжується до чотирьох виводків. На півночі та інших, менш гостинних, середовищах це відбувається лише навесні. Місцеве середовище існування також впливає на вік, у якому самки починають розмножуватися, причому майже половина робить це в перший рік на сільськогосподарських угіддях, але зовсім не в пустельних чагарниках. Самиці можуть розмножуватися протягом того самого сезону, коли народилися, або протягом трьох місяців після народження. Самці, як правило, не розмножуються до сезону після народження або принаймні до 6–8 місяців.
Вагітність триває 18 днів і призводить до народження до 12 дитинчат, хоча більш типовими є три або чотири. Молодняк народжується безволосим і сліпим, і має довжину близько 5 см. Перший, шовковистий шар хутра замінюється більш грубим шаром сивого волосся, коли дитинчата дорослішають, перш ніж розвинеться доросла шерсть.